# Sehlem (Lamspringe)
Sehlem  ist ein Ortsteil der Gemeinde Lamspringe im Landkreis Hildesheim in Niedersachsen (Deutschland).

## Geografie

### Geografische Lage
Sehlem liegt südlich von Hildesheim, südlich vom Hildesheimer Wald und westlich des Höhenzuges Harplage.

### Ortsteilgliederung
- Evensen
- Sehlem (Kernort)

## Geschichte
Der Ortsname kann bis ins 12. Jahrhundert zurückverfolgt werden, seine Bedeutung ist jedoch ungeklärt. Sehlem wurde um 1280 Tsedenem genannt. Die Edelherren von Meinersen waren hier begütert. Sie gaben um 1280 im Ort ein Haus (domus) als Lehen an die Brüder Johannes und Heinrich Grope.
Zu Beginn des 20. Jahrhunderts zählte Sehlem 665 Einwohner und verfügte über eine bedeutende Ziegelei. Am südöstlichen Rand des Ortes wurde ein Haltepunkt der am 1. Oktober 1902 fertiggestellten Lammetalbahn von Hildesheim nach Bad Gandersheim eingerichtet, der in den 1950er Jahren um ca. 600 m weiter nach Norden in die Nähe der Ortsmitte verlegt wurde.
Die Gemeinde wurde 1974 der Samtgemeinde Lamspringe angegliedert, die ihren Verwaltungssitz in dem Flecken Lamspringe hatte. Der Bahnhof Sehlem wurde 1975 geschlossen, da der Streckenabschnitt von Bodenburg nach Bad Gandersheim stillgelegt wurde. Auf der ehemaligen Eisenbahntrasse, die im Bereich von Sehlem noch gut zu erkennen ist, entstand ein Wanderweg.
Am 1. März 1974 wurde die Gemeinde Evensen eingegliedert.
Die Gemeinden Sehlem, Harbarnsen, Lamspringe, Neuhof und Woltershausen der aufgelösten Samtgemeinde Lamspringe wurden am 1. November 2016 zur neuen Gemeinde Lamspringe vereinigt.

## Politik

### Ortsrat
Der Ortsrat aus Sehlem setzt sich aus einer Ratsfrau und sechs Ratsherren folgender Parteien zusammen:
- SPD: 4 Sitze
- CDU: 2 Sitze
- Parteilose: 1 Sitz

(Stand: Kommunalwahl 11. September 2016)

### Ortsbürgermeister
Der Ortsbürgermeister von Sehlem ist Martin Hauk (SPD). Sein Stellvertreter ist Wolfgang Schrader (parteilos).

### Wappen
Der Gemeinde wurde das Kommunalwappen am 15. November 1938 durch den Oberpräsidenten der Provinz Hannover verliehen. Der Landrat aus Alfeld überreichte es am 14. März 1939.
| Wappen von Sehlem | Blasonierung: „In Blau auf silbernem Boden zur Rechten ein bis zum Ansatz der Zweige sichtbarer, mit Lindenblättern gekennzeichneter silberner Thiebaum, daneben links ein silberner Kreuzstein, dessen Radkreuz in gotisierenden Formen gehalten ist.“ |
| Wappen von Sehlem | Wappenbegründung: In Sehlem ist, wie nur selten hierzulande, der alte Dorfthie mit einer mächtigen Linde darauf und einem schönen mittelalterlichen Kreuzstein in deren Schatten prachtvoll erhalten. Diese Stätte mittelalterlicher Rechtspflege, auf der seit Urzeittagen die Dorfbewohner sich zu wichtigen Beratungen versammelten, erkor sich die Gemeinde zum Wappensymbol. |

## Kultur und Sehenswürdigkeiten
Bauwerke

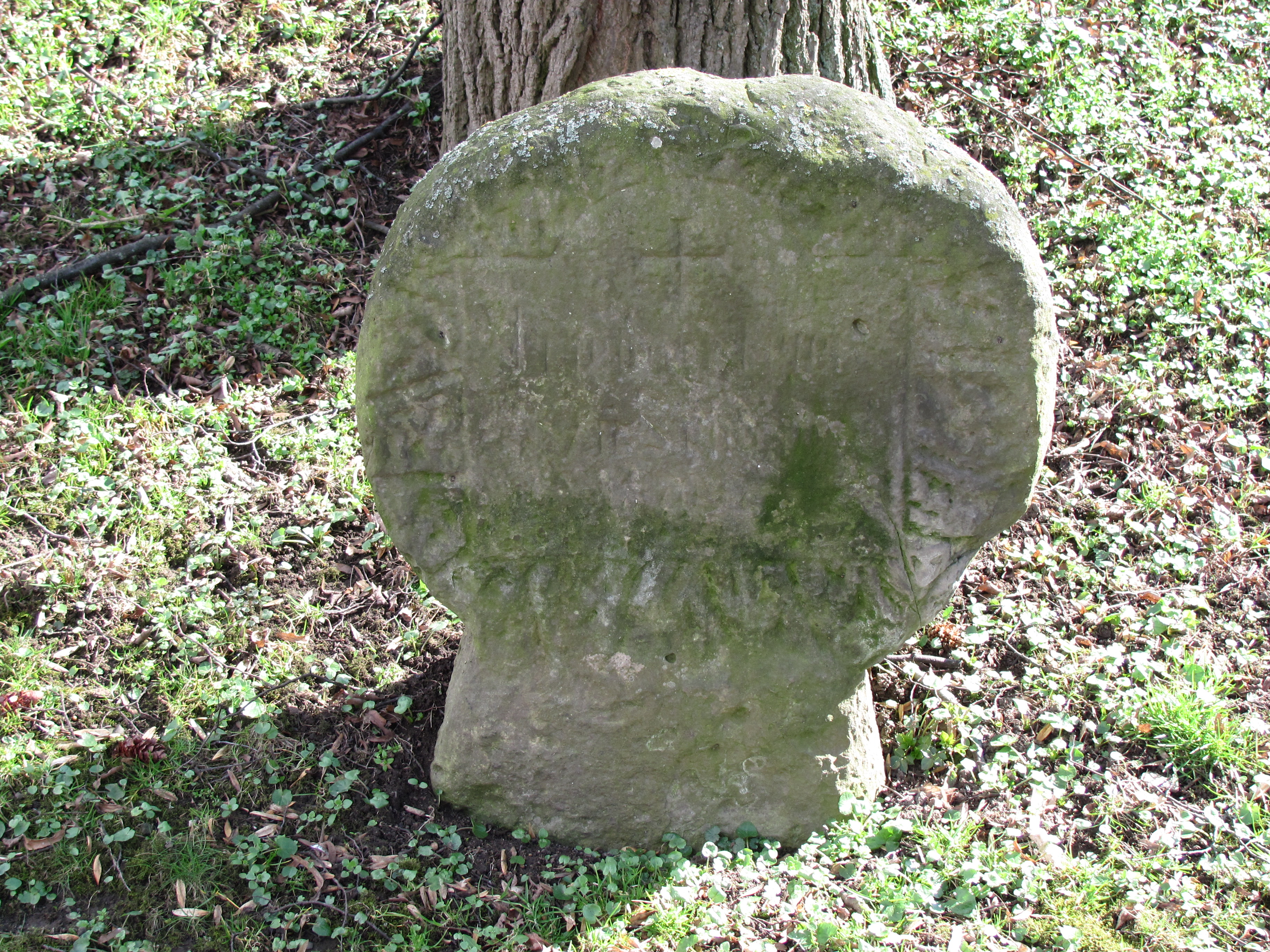
Schwedenstein, Sehlem

- Der Westturm der evangelischen Cäcilienkirche mit markanten Eckquadern sowie mit einem achtseitigen, verschieferten Turmhelm wurde 1494 erbaut, das Kirchenschiff 1566. Außen fallen am Kirchenschiff mehrere massive, vorgemauerte Strebepfeiler auf. Im östlichen Teil der Kirche ist außen ein zugemauertes Fenster beachtenswert, über dem die Jahreszahl 1566 eingraviert ist. Nach mehreren Umbauten wurde die Kirche 1875/76 im Sinne der Neogotik umgestaltet und dabei ihr ursprüngliches Äußeres wiederhergestellt.[10]
- In der Ortsmitte ist ebenfalls der Schwedenstein sehenswert, ein Gedenkstein, der an die Schrecken des Dreißigjährigen Krieges erinnert.[11]

## Wirtschaft und Infrastruktur
Verkehr
- Sehlem ist über Kreisstraßen mit der Bundesstraße 243 an das Straßennetz angeschlossen
- Die Schnellfahrstrecke Hannover–Würzburg verläuft mit der Talbrücke Kassemühle durch das Gemeindegebiet

## Persönlichkeiten
Söhne und Töchter des Ortes
- Günter Bongert (* 1953), Kirchenmusikdirektor, Organist, Chorleiter und Dirigent